# NGC 870
NGC 870 ist eine kompakte Elliptische Galaxie vom Hubble-Typ E-S0 im Sternbild Widder an der Ekliptik. Sie ist schätzungsweise 765 Millionen Lichtjahre entfernt und hat einen Durchmesser von etwa 45.000 Lichtjahren. Vom Sonnensystem aus entfernt sich die Galaxie mit einer errechneten Radialgeschwindigkeit von näherungsweise 17.100 Kilometern pro Sekunde.
Das Objekt wurde am 22. November 1854 vom irischen Astronomen R. J. Mitchell, einem Assistenten von William Parsons, mithilfe von dessen 72-Zoll-Reflektor „Leviathan“ entdeckt.

## Galaktisches Umfeld

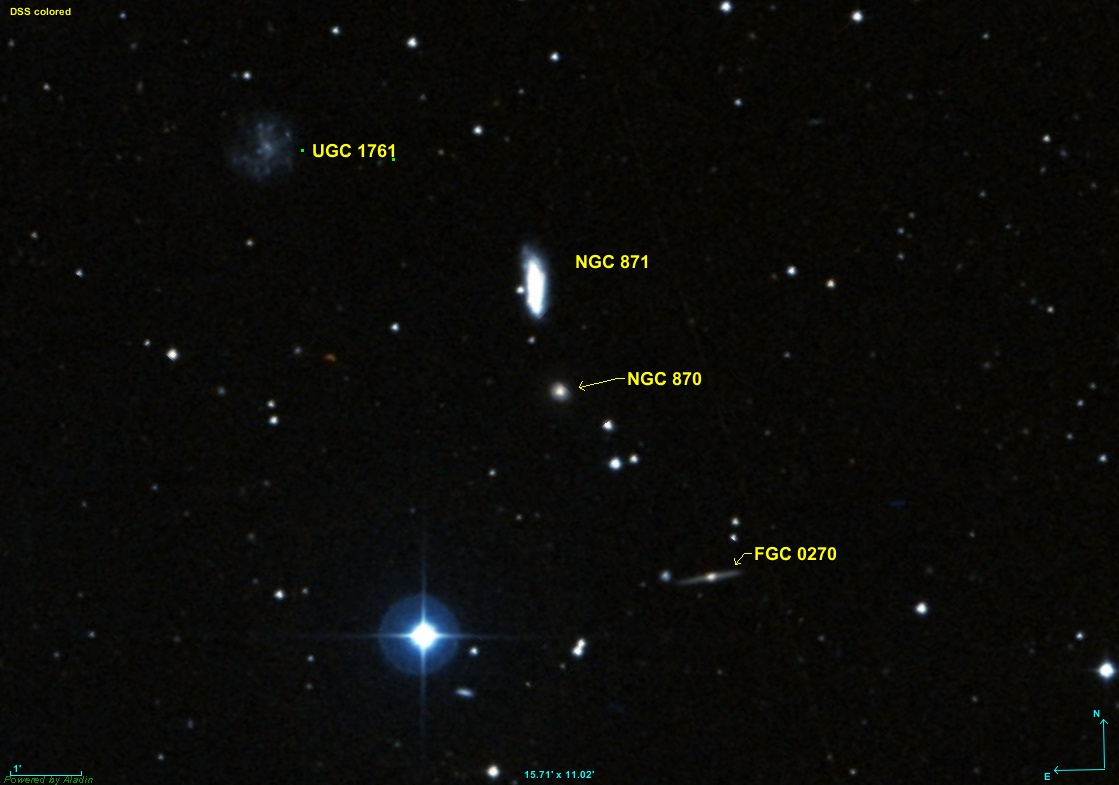
PGC 90603 hier als FGC 270

| Nr. | Galaxie          | Alternativname            | Rek           | Dek           | Distanz/asec |
| --- | ---------------- | ------------------------- | ------------- | ------------- | ------------ |
| →   | NGC 870          | LEDA/PGC 8721             | 02h17m09.22s  | +14d31m23.2s  | 0            |
| 1   | NGC 871          | LEDA/PGC 8722             | 02h17m10.73s  | +14d32m52.2s  | 91.49        |
| 2   | LEDA/PGC 90603   | 2MASX J02170047+1428471   | 02h17m00.47s  | +14d28m47.0s  | 201.37       |
| 3   | LEDA/PGC 8739    | UGC 1761                  | 02h17m26.32s  | +14d34m48.7s  | 319.36       |
| 4   | LEDA/PGC 1463102 | AGC 748849                | 02h16m53.6s   | +14d38m22s    | 463.43       |
| 5   | LEDA/PGC 1463600 | 2MASX J02170309+1439161   | 02h17m03.11s  | +14d39m16.1s  | 481.29       |
| 6   | NGC 876          | LEDA/PGC 8770             | 02h17m53.31s  | +14d31m16.6s  | 640.39       |
| 7   | LEDA/PGC 212949  | WISEA J021751.39+143444.8 | 02h17m51.39s  | +14d34m45.7s  | 644.68       |
| 8   | NGC 877          | LEDA/PGC 8775             | 02h17m59.64s  | +14d32m38.6s  | 735.91       |
| 9   | LEDA/PGC 1462476 | 2MASX J02175691+1436438   | 02h17m56.89s  | +14d36m43.6s  | 761.08       |
| 10  | LEDA/PGC 1454490 | 2MASX J02174242+1417429   | 02h17m42.42s  | +14d17m43.1s  | 951.38       |
| 11  | LEDA/PGC 1467122 | 2MASX J02164824+1447084   | 02h16m48.238s | +14d47m08.44s | 992.86       |